# Mélnitxnoie (Primórie)
|  | Per a altres significats, vegeu «Mélnitxnoie». |

Mélnitxnoie (en rus: Мельничное) és un poble del krai de Primórie, a l'Extrem Orient de Rússia, que en el cens del 2010 tenia 615 habitants.